# Мюльхаузен-им-Теле
Мю́льхаузен-им-Теле (нем. Mühlhausen im Täle) — община в Германии, в земле Баден-Вюртемберг. 
Подчиняется административному округу Штутгарт. Входит в состав района Гёппинген.  Население составляет 978 человек (на 31 декабря 2010 года). Занимает площадь 6,33 км².